# 東広島市立平岩小学校
東広島市立平岩小学校（ひがしひろしましりつ ひらいわしょうがっこう）は、広島県東広島市西条町寺家にある市立小学校。

## 概要
東広島市の中央部にある。校区は西条町と八本松町の2つの行政区にまたがり、校舎も町境界にある。
開校当初より，平岩夏祭りが開催されている。平岩夏祭りや学習発表会では，「平岩太鼓」を演奏している。当初は4年生全員が発表していたが，現在では5年生が発表している。

## 沿革
- 1980年 - 寺西小学校・川上小学校から分離統合して市内18番目の小学校として開校。

## 通学区域
- 東広島市
  - 八本松東一丁目、二丁目の1番から8番まで、22番から23番まで
  - 八本松飯田二丁目6番、16番から18番
  - 八本松町米満
  - 西条町寺家の一部
  - 寺家駅前

## 進学先中学校
- 東広島市立磯松中学校

## 周辺
- 大沢田池
- 国立病院機構東広島医療センター（旧国立療養所広島病院）
- ショージ寺家駅前店
- 平岩地域センター
- JR寺家駅
- 広島県立障害者療育支援センター
- 広島県立心身障害者コロニー重症心身障害児施設わかば療育園
- 広島県立西条特別支援学校八本松分級
- マックスバリュ西条西店